# Șieu (gmina w okręgu Marmarosz)
Șieu – gmina w Rumunii, w okręgu Marmarosz. Obejmuje tylko jedną miejscowość Șieu. W 2011 roku liczyła 2348 mieszkańców.